# طارمه

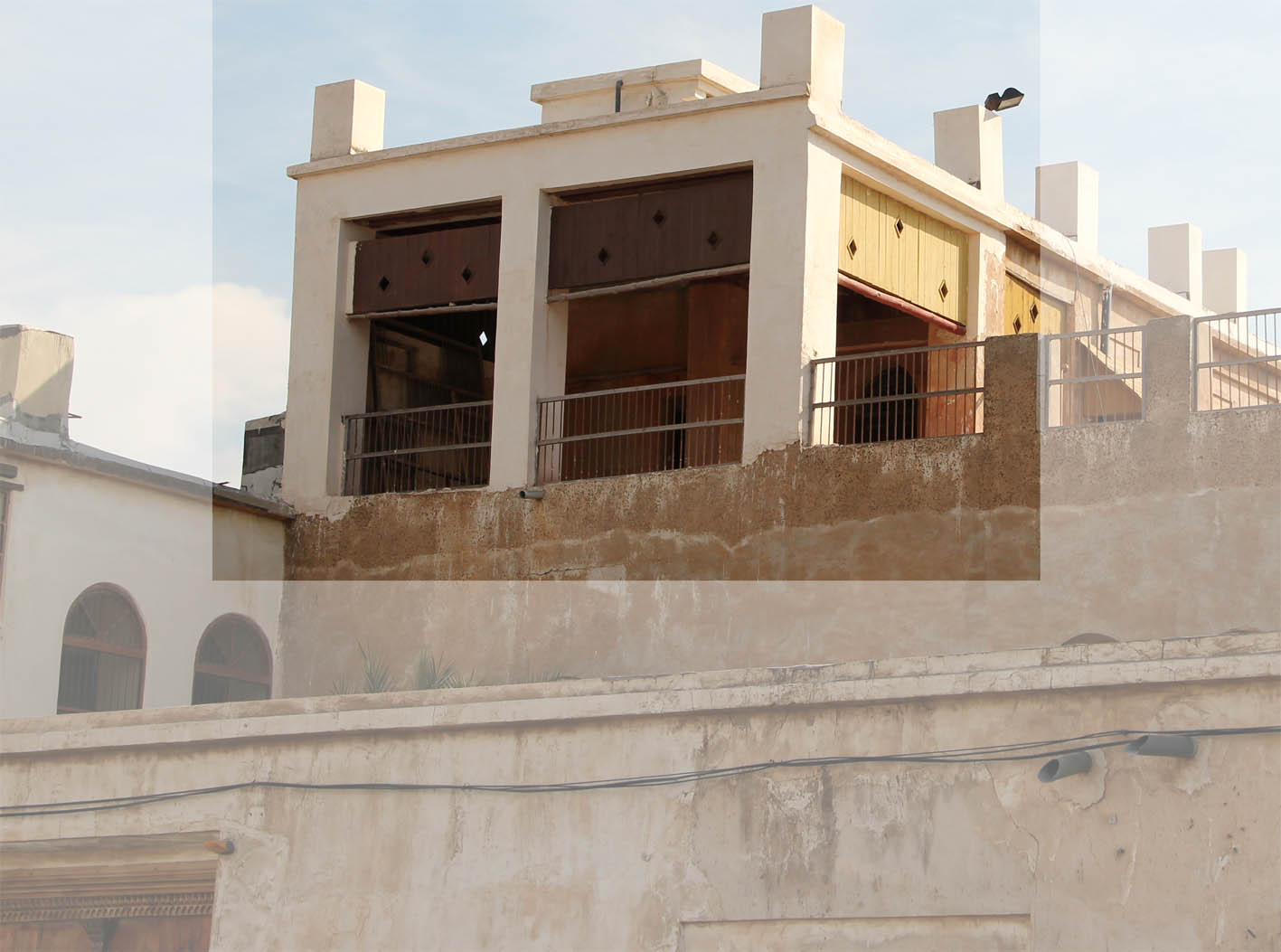
طارمه (معماری بوشهر)

طارمه (معماری بوشهر)

طارمه یا تارمه، در معماری فضایی است غیر محصور و مسقف که در طبقات در نظر گرفته می‌شود و دور تا دور آن با کرکره‌های چوبی و آفتاب‌گیر حصیری پوشیده شده است. تارمه فضای نیمه‌باز مستقلی است که در معرض کوران دایم هوا بوده و خنک‌تر از سایر قسمت‌های بنا می‌باشد؛ علاوه بر آنکه باعث ورود باد مطلوب به داخل فضاهای بنا نیز می‌گردد.
طارمه به‌طور کلی همان ایوان یا صفه‌است که در معماری بیشتر نقاط ایران رواج دارد.
طارمه فضایی است از یک طرف باز و گاهی بدون سقف و به عنوان نشیمن موقت فصلی، دالان و ارتباط دهنده چند فضا مورد استفاده قرار می‌گیرد. ایوان، تالار و صفه‌های مناطق مرکزی ایران، هر چند می‌تواند بخشی یا در بعضی موارد همه عملکردهای یاد شده را داشته باشد ولی اصلی‌ترین کارکرد آن همان فضای نشیمن موقت فصلی است. طارمه‌ها تا حدی عملکردی شبیه صفهٔ خانه‌های چهار صفه زواره دارند. در آنجا نیز صفه‌ها بنابر کاربرد خاص آنها به نام‌های صفه دالان، باغچه، زمستانی و غیره خوانده می‌شوند. واژه طارمه در مجموع برای فضای خاص نشیمن موقت کاربرد دارد و از واژه‌های «طارمه میانی» (مابین) برای فضاهای ارتباطی مثل «راهرو» و «دالان» و «طارمه ری آب انباری» (روی آب انبار) نیز استفاده می‌شود.

## اندازه طارمه
اندازه طارمه نسبت به نیاز و ابعاد خانه متغیر و حداقل عرض آن به اندازه عرض یک راه پله دو طرفه یا مدور است. این اندازه از عرض یا طول یک اتاق تا چند اتاق و حتی طول و عرض یک خانه در نوسان است.

## شکل‌های طارمه
طارمه به شکل‌های گوناگون ساخته شده و ساده‌ترین نوع آن چهار گوش نزدیک به مربع و غالباً مستطیل خیلی کشیده‌است. این اشکال ساده می‌توانند به صورتهای عمود برهم (L) و (U) با هم ترکیب شوند.
در یکی از خانه‌های طارمه ذوزنقه‌ای شکل مشاهده شد.
یکی از زیباترین طارمه‌ها با شکلی مرکب، طارمه عمارت شورای شهر فعلی بوشهر است که ترکیبی از دو طارمه ذوزنقه‌ای شکل است که طارمه‌ای چهارگوش آنها را به هم پیوند می‌دهد
طارمه در بیشتر موارد مشاهده شده، مسقف است و ارتباط بصری با حیاط و بیرون خانه دارد. در جایی که دهانه تحت پوشش اجازه دهد در محل تیرهای حمال ستونی قرار نمی‌گیرد ولی اگر این دهانه بزرگ شود از یک تا چند ستون یا
شکل جرز در جلوی آن قرار می‌گیرد و در چند خانه طارمه‌های بدون سقف نیز دیده شدند. در چند خانهٔ دیگر نیز فضای باز رو به گذرها با کرکره‌های زیبا بسته شده‌است.